# Casimir Arvet-Touvet
Jean-Maurice Casimir Arvet-Touvet (Gières, 1841 – Gières, 4 marzo 1913) è stato un botanico francese.
Le sue prime indagini di specie botaniche sono state a Delfinato. Successivamente, si è dedicato alla ricerca del genere botanico Hieracium (pilosella). Con l'amica, Marie Clément Gaston Gautier (1841-1911), ha condotto degli studi di Hieracium trovati nei Pirenei e nella penisola iberica. Con Gautier ha pubblicato un libretto di 20 exsiccatae.
Durante gli ultimi anni della sua vita ha pubblicato Hieraciorum praesertim Galliae et Hispaniae catalogus systematicus.

## Pubblicazioni principali
- Essai sur les plantes du Dauphiné : diagnosis specierum novarum vel dubio praeditarum, 1871.
- Hieracium des Alpes françaises ou occidentales de l'Europe. Lyon, Genève, Bâle : Henri George lib. ; Paris : J. Lechevalier, 1888.
- Hieraciotheca gallica et hispanica in collaboration with Gaston Gautier. Exsiccata en 20 fascicules, 1908.
- Hieraciorum praesertim Galliae et Hispaniae catalogus systematicus. Paris, Lib. des Sc. nat. Léon Lhomme, 1913.